# Bataille de Sarıkamış
Campagne du Caucase
Première Guerre mondiale
Batailles
- Offensive Bergmann
- Sarikamis
- Ardahan (en)
- Van
- Manzikert
- Kara Killisse
- Erzurum
- Trébizonde (en)
- Bitlis
- Erzincan
- Expédition allemande
- Sardarapat
- Abaran
- Karakilisa
- Bakou

La bataille de Sarıkamış ou de Sarikamis ou de Sarikamish est un épisode de la campagne du Caucase, durant la Première Guerre mondiale. Elle opposa les troupes russes et ottomanes dans le nord-est de la Turquie actuelle, du 22 décembre 1914 au 17 janvier 1915 : les Ottomans, désireux de reprendre Kars, russe depuis 1877, y subirent une lourde défaite.

## Déroulement de la bataille
Le 29 décembre 1914, le commandant russe, le général Illarion Ivanovitch Vorontsov-Dachkov, bloque l'avancée turque sur Kars, dans le Caucase, mais les combats se poursuivent. Aucun des deux belligérants ne parvient à l'emporter. Quelque 100 000 soldats russes tentent de contenir l'avancée turque vers la ville de Kars. L'attaque turque est mal menée par Enver Pacha, dont les soldats souffrent du froid hivernal intense dans les montagnes du Caucase (beaucoup d'entre eux sont morts de froid et de maladie). Une soudaine contre-attaque russe force les Turcs à se replier sur Erzurum. Enver Pacha renonce à son commandement. Le général Vorontsov-Dachkov, peu enclin à poursuivre les Turcs, est remplacé par le général Nikolaï Ioudenitch.

## Conséquences

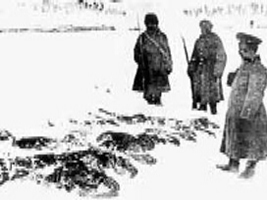
Soldats russes devant les corps de soldats turcs gelés.

Une généralité issue de la propagande turque pour discréditer les Jeunes-Turcs, affirmerait que 90 000 Turcs ont trouvé la mort à Sarıkamış, selon les recherches russes, ce sont 23 000 Turcs qui y sont enterrés, en y ajoutant les morts du 11e corps d'infanterie (Kolordu) dans la vallée de la rivière d'Araxe, le nombre de morts est estimé à 30 000.
Le nombre de morts côté russe varie entre 26 000 et 30 000.